# Olympische Sommerspiele 1988/Leichtathletik – 20 km Gehen (Männer)

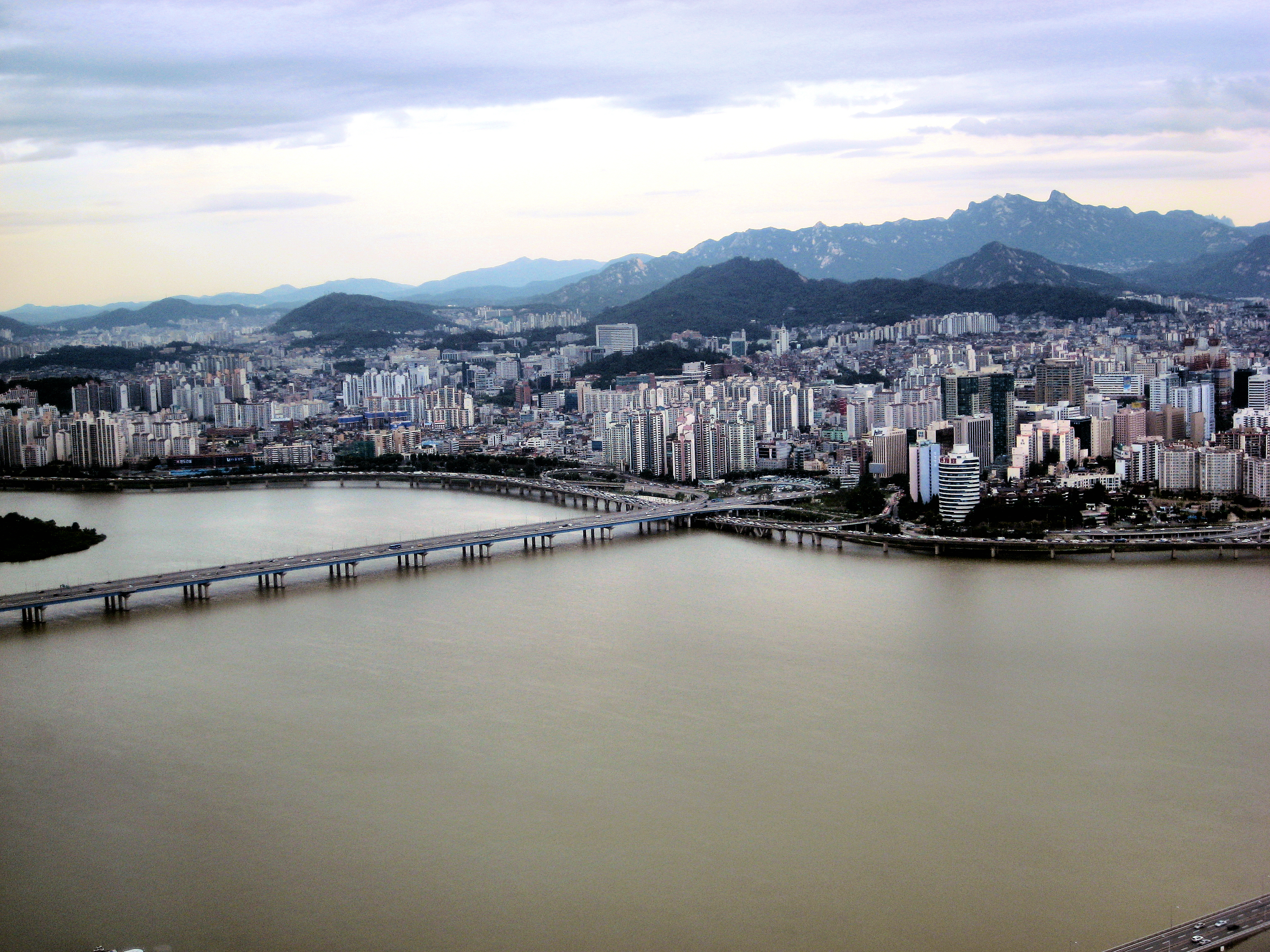
Panoramablick aus Seoul im Jahr 2007

Das 20-km-Gehen der Männer bei den Olympischen Spielen 1988 in Seoul wurde am 23. September 1988 ausgetragen. 53 Athleten nahmen teil, von denen 49 das Ziel erreichten. Start und Ziel war das Olympiastadion Seoul.
Olympiasieger wurde der Tschechoslowake Jozef Pribilinec. Er gewann vor Ronald Weigel aus der DDR und dem Italiener Maurizio Damilano.
Neben dem Medaillengewinner Weigel nahm für die DDR Axel Noack teil, der das Rennen auf Platz acht beendete.

Geher aus der Bundesrepublik Deutschland, der Schweiz, Österreich und Liechtenstein waren nicht dabei.

## Aktuelle Titelträger
| Olympiasieger 1984                      | Ernesto Canto ( Mexiko)              | 1:23:13 h | Los Angeles 1984  |
| Weltmeister 1987                        | Maurizio Damilano ( Italien)         | 1:20:45 h | Rom 1987          |
| Europameister 1986                      | Jozef Pribilinec ( Tschechoslowakei) | 1:21:15 h | Stuttgart 1986    |
| Panamerikanischer Meister 1987          | Carlos Mercenario ( Mexiko)          | 1:24:50 h | Indianapolis 1987 |
| Zentralamerika und Karibik-Meister 1987 | Carlos Ramones ( Venezuela)          | 1:34:34 h | Caracas 1987      |
| Südamerika-Meister 1987                 | Cláudio Bertolino ( Brasilien)       | 1:38:34 h | São Paulo 1987    |
| Asienmeister 1987                       | Liu Jianli ( Volksrepublik China)    | 1:33:16 h | Singapur 1987     |
| Afrikameister 1988                      | Mohamed Bouhalla ( Algerien)         | 1:27:43 h | Annaba 1988       |

## Bestleistungen / Rekorde
Weltrekorde wurden im Straßengehen außer bei Meisterschaften und Olympischen Spielen wegen der unterschiedlichen Streckenbeschaffenheiten nicht geführt.

### Bestehende Bestleistungen / Rekorde
| Weltbestzeit       | 1:19:08 h | Michail Schtschennikow ( Sowjetunion) | Kiew, Sowjetunion (heute Ukraine) | 30. Juli 1988  |
| Olympischer Rekord | 1:23:13 h | Ernesto Canto ( Mexiko)               | OS Los Angeles, USA               | 3. August 1984 |

### Rekordverbesserung
Der tschechoslowakische Olympiasieger Jozef Pribilinec verbesserte den bestehenden olympischen Rekord im Wettkampf am 23. September um 3:16 min auf 1:19:57 h und war damit der erste Geher, der auf dieser Distanz bei Olympischen Spielen die Marke von 2:20 Stunden unterbot. Die Weltbestzeit verfehlte er um 49 Sekunden.

## Streckenführung
Der Startpunkt lag im Olympiastadion Seoul. Nach einer Runde verlief die Route aus dem Stadion heraus nach Süden und kurz darauf nach Osten. Es ging über die Olympic-ro nördlich vorbei am Asian Park. Auf Höhe der Baekjegobun-ro begann ein Rundkurs von ca. 2,5 km Länge, der sieben Mal zu absolvieren war. Danach führte die Route zurück zum Stadion, wo nach einer Schlussrunde auf der Laufbahn das Ziel lag.

## Resultat und Rennverlauf
Datum: 23. September 1988, 13:50 Uhr
| Zwischenzeiten      | Zwischenzeiten | Zwischenzeiten               | Zwischenzeiten |
| Zwischenzeit- Marke | Zwischenzeit   | Führende(r)                  | 5-km-Zeit      |
| ------------------- | -------------- | ---------------------------- | -------------- |
| 5 km                | 20:08 min      | 18-köpfige Führungsgruppe    | 20:08 min      |
| 10 km               | 40:37 min      | siebenköpfige Führungsgruppe | 20:29 min      |
| 15 km               | 1:00:39 h00    | Pribilinec, Weigel, Canto    | 20:02 min      |
| 20 km               | 1:19:57 h00    | Jozef Pribilinec             | 19:18 min      |

### Ergebnis

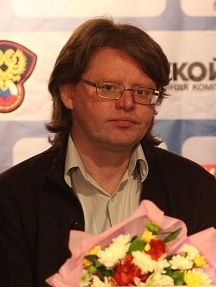
Der sechstplatzierte Michail Schtschennikow (hier im Jahr 2009)

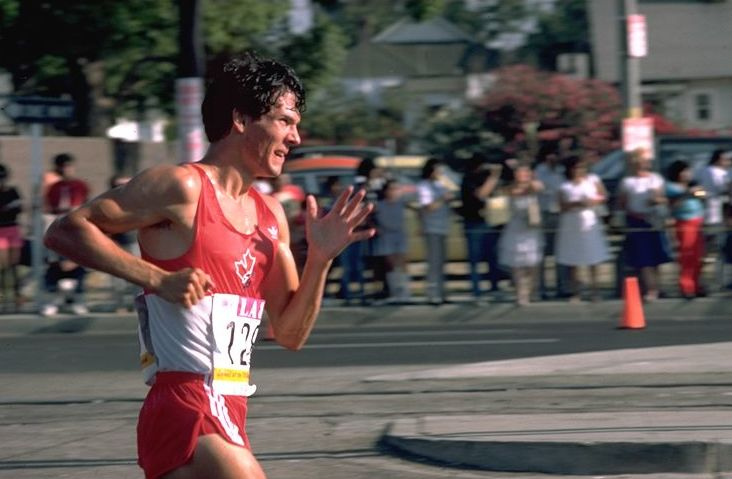
Guillaume Leblanc kam auf den zehnten Rang

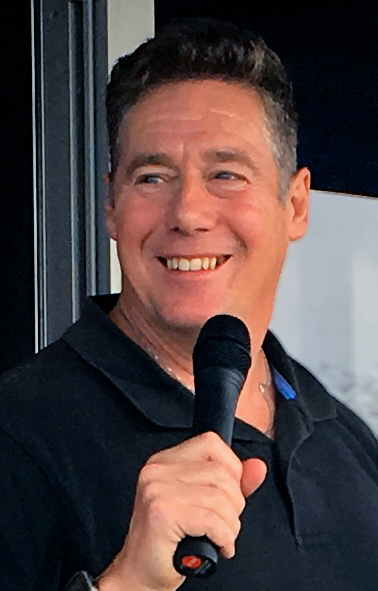
Christopher Maddocks (Foto: 2018) erreichte Platz 24

| Platz | Athlet                 | Land                | Zeit (h) | Anmerkung |
| ----- | ---------------------- | ------------------- | -------- | --------- |
| 01    | Jozef Pribilinec       | Tschechoslowakei    | 1:19:57  | OR        |
| 02    | Ronald Weigel          | DDR                 | 1:20:00  |           |
| 03    | Maurizio Damilano      | Italien             | 1:20:14  |           |
| 04    | José Marín             | Spanien             | 1:20:34  |           |
| 05    | Roman Mrázek           | Tschechoslowakei    | 1:20:43  |           |
| 06    | Michail Schtschennikow | Sowjetunion         | 1:20:47  |           |
| 07    | Carlos Mercenario      | Mexiko              | 1:20:53  |           |
| 08    | Axel Noack             | DDR                 | 1:21:14  |           |
| 09    | Giovanni De Benedictis | Italien             | 1:21:18  |           |
| 10    | Guillaume Leblanc      | Kanada              | 1:21:29  |           |
| 11    | Simon Baker            | Australien          | 1:21:47  |           |
| 12    | Daniel Plaza           | Spanien             | 1:21:53  |           |
| 13    | Ian McCombie           | Großbritannien      | 1:22:03  |           |
| 14    | Alexei Perschin        | Sowjetunion         | 1:22:32  |           |
| 15    | Pavol Blažek           | Tschechoslowakei    | 1:22:39  |           |
| 16    | Martial Fesselier      | Frankreich          | 1:22:43  |           |
| 17    | Jimmy McDonald         | Irland              | 1:22:45  |           |
| 18    | Thierry Toutain        | Frankreich          | 1:22:55  |           |
| 19    | Carlo Mattioli         | Italien             | 1:22:58  |           |
| 20    | Jean-Claude Corre      | Frankreich          | 1:23:09  |           |
| 21    | Sándor Urbanik         | Ungarn              | 1:23:18  |           |
| 22    | Erling Andersen        | Norwegen            | 1:23:30  |           |
| 23    | Ricardo Pueyo          | Spanien             | 1:23:40  |           |
| 24    | Christopher Maddocks   | Großbritannien      | 1:23:46  |           |
| 25    | Stefan Johansson       | Schweden            | 1:23:51  |           |
| 26    | Hirofumi Sakai         | Japan               | 1:24:08  |           |
| 27    | Jauhen Misjulja        | Sowjetunion         | 1:24:39  |           |
| 28    | Andrew Jachno          | Australien          | 1:24:52  |           |
| 29    | José Urbano            | Portugal            | 1:24:56  |           |
| 30    | Jan Staaf              | Schweden            | 1:24:59  |           |
| 31    | José Pinto             | Portugal            | 1:26:33  |           |
| 32    | Abdelouaheb Ferguène   | Algerien            | 1:26:33  |           |
| 33    | Héctor Moreno          | Kolumbien           | 1:27:06  |           |
| 34    | Mohamed Bouhalla       | Algerien            | 1:27:10  |           |
| 35    | Godfried Dejonckheere  | Belgien             | 1:27:14  |           |
| 36    | Zdzisław Szlapkin      | Polen               | 1:27:23  |           |
| 37    | Gary Morgan            | USA                 | 1:27:26  |           |
| 38    | James Heiring          | USA                 | 1:27:30  |           |
| 39    | Hélder Oliveira        | Portugal            | 1:27:39  |           |
| 40    | Santiago Fonseca       | Honduras            | 1:27:41  |           |
| 41    | Li Baojin              | Volksrepublik China | 1:27:57  |           |
| 42    | Reima Salonen          | Finnland            | 1:28:25  |           |
| 43    | Ljubomir Iwanow        | Bulgarien           | 1:28:43  |           |
| 44    | Timothy Lewis          | USA                 | 1:31:00  |           |
| 45    | Marcelo Palma          | Brasilien           | 1:31:42  |           |
| 46    | Chung Pil-hwa          | Südkorea            | 1:32:23  |           |
| 47    | Tadahiro Kosaka        | Japan               | 1:32:46  |           |
| 48    | Rafael Valladares      | Honduras            | 1:37:09  |           |
| 49    | Jung Myong-oh          | Südkorea            | 1:40:09  |           |
| DNF   | Querubín Moreno        | Kolumbien           |          |           |
| DSQ   | Ernesto Canto          | Mexiko              |          |           |
| DSQ   | Joel Sánchez           | Mexiko              |          |           |
| DSQ   | Marc Sowa              | Luxemburg           |          |           |

Die Favoriten des Rennens waren der Italiener Maurizio Damilano,  Olympiasieger von 1980 und amtierender Weltmeister, der Tschechoslowake Jozef Pribilinec, amtierender Europameister, die beiden DDR-Geher Ronald Weigel und Axel Noack sowie Michail Schtschennikow aus der Sowjetunion, der im Juli des Jahres eine neue Weltbestzeit erzielt hatte. Hinzu kam der mexikanische Olympiasieger von 1984 Ernesto Canto.
Nach fünf Kilometern hatte sich eine achtzehnköpfige Spitzengruppe mit allen Favoriten gebildet, die bis zu einer halben Minute Vorsprung auf die ersten Verfolger hatte. Bei Kilometer zehn war die Gruppe auf sieben Geher geschrumpft. Pribilinec, Damilano, Canto und vier weitere Geher lagen sechs Sekunden vor der ersten Verfolgergruppe, in der unter anderem auch Noack mitging. Weitere fünf Sekunden dahinter lag eine zweite Verfolgergruppe mit Weigel. Nach fünfzehn Kilometern hatte Weigel zur Spitze aufgeschlossen und bildete mit Pribilinec und Canto ein Führungstrio. Die drei hatten acht Sekunden Vorsprung auf Damilano und Schtschennikow. Kurze Zeit später wurde Canto wegen Nicht-Einhaltung der Gehregeln disqualifiziert. Mit fünf Metern Vorsprung erreichte Jozef Pribilinec das Stadion vor Ronald Weigel, der auf der Schlussrunde nicht mehr an den Tschechoslowaken herankam. Vierzehn Sekunden nach Weigel erreichte Maurizio Damilano das Ziel. Die Ränge vier bis sechs belegten der Spanier José Marín, der Tschechoslowake Roman Mrázek und Michail Schtschennikow. Mit 1:19:57 h stellte Jozef Pribilienc einen neuen olympischen Rekord auf. Er war damit der erste Geher, der diese Distanz bei Olympischen Spielen unter zwei Stunden bewältigte.
Jozef Pribilienc war der erste tschechoslowakische Medaillengewinner und Olympiasieger im 20-km-Gehen.

## Videolinks
- 1988 Seoul Olympics 20 kms mens race walk, youtube.com, abgerufen am 30. November 2021
- Janko Kulich & Kolegium: Ide, Ide / D.J. Jake Neutron Remix fičuring Jožko Pribilinec/, veröffentlicht am 3. Oktober 2016 auf youtube.com, abgerufen am 26. Januar 2018 – Anmerkung: Das Video wurde vermutlich eher als künstlerischer Musik- und Videobeitrag eingestellt, aber immerhin mit zahlreichen Szenen zum Wettbewerb über 20 km Gehen in Seoul 1988